# Biossensor microbiológico
Biossensores microbiológicos usualmente chamados de sensores microbianos, exploram as funções metabólicas dos organismos vivos tais como bactérias, leveduras e fungos para medir poluentes.
As vantagens de usar esses materiais no lugar de enzimas purificadas é que as células podem ser facilmente isoladas da natureza (rios, sedimentos, solo, etc.). Além disso, sensores microbianos são menos sensíveis à inibição por outros compostos presentes na matriz, são mais tolerantes a variações de pH, temperaturas e geralmente tem maior tempo de vida.
Entretanto, apresenta tempo de resposta mais longa e menor seletividade do que a obtida com enzimas isoladas, devido à variedade de processos metabólicos ocorrendo em uma célula viva.